# Jean Raphael Vanderlei Moreira
Jean Raphael Vanderlei Moreira ou somente Jean (Campo Grande, 24 de junho de 1986), é um futebolista brasileiro que atua como lateral-direito ou volante. Atualmente joga pelo Futebol Clube Pantanal. 

## Carreira

### Início
Iniciou a carreira jogando futsal pelo Colégio ABC/CBA em Campo Grande/MS, após inúmeras conquistas, como jogador de salão, começou a frequentar as categorias de base do Comercial e Operário do Mato Grosso do Sul.

### São Paulo
Em 2002, transferiu-se para as categorias de base do São Paulo, sendo profissionalizado em 2005.
Foi emprestado nos anos seguintes ao América de Rio Preto, ao Marília e ao Penafiel de Portugal, respectivamente.
Em 9 de junho de 2008 retornou ao elenco do São Paulo, sendo titular na conquista do Campeonato Brasileiro.

### Fluminense
Em 2012, Jean é emprestado ao Fluminense que adquiriu 35% dos direitos do jogador por 6 milhões de reais, com valor do passe fixado e com opção de comprar mais 50% dos direitos em junho de 2013. Fez seu primeiro gol pelo Fluminense em 12 de agosto de 2012, contra o Palmeiras, fez o gol nos últimos minutos e deu a vitória do Fluminense por 1–0 no Palmeiras no Engenhão. E também no dia 12 mas em setembro, Jean marcou seu segundo gol pelo Fluminense contra a Portuguesa, marcou o primeiro do Fluminense no jogo. Wellington Nem marcou o segundo e deu a vitória do Flu por 2–0 no Canindé em São Paulo.
Em 11 de novembro, Jean fez o cruzamento para Fred fazer 3–2 para o Fluminense sobre o Palmeiras e dar o gol do título do Flu.
Fez um gol contra Olaria em 24 de janeiro de 2013, pelo campeonato carioca na segunda rodada. Recebeu lançamento de Edinho dominou na área e bateu de pé canhoto, no canto esquerdo do goleiro. Fez um gol de falta aos 45 minutos do primeiro tempo contra o Quissamã em 2 de fevereiro, abrindo o placar para o Fluminense. Após o triunfo, o jogador comemorou a semana positiva:
| “ | Foi uma semana maravilhosa. Tive a felicidade de marcar o gol, homenagear o meu filho que ainda vai nascer e agora farei o meu serviço na Seleção. | ” |

Em 30 de março, marcou seu quinto gol pelo Fluminense contra o Boavista no campeonato carioca, jogo vencido por sua equipe pelo placar de 2–0. Depois de suas boas atuações em 2012, Jean foi convocado diversas vezes por Felipão mas sendo utilizado como lateral-direito, posição onde não atua no clube.
Após a disputa da Copa das Confederações, o Fluminense adquiriu os 50% dos direitos econômicos do jogador que ainda pertenciam ao São Paulo por R$ 3,5 milhões.

### Palmeiras

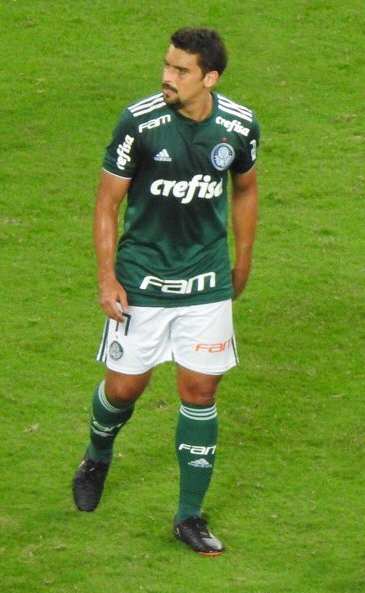
Jean com o em 2018

Em 13 de janeiro de 2016, assinou contrato junto ao Palmeiras, válido até o fim de 2019. Fez sua estreia em fevereiro, pelo campeonato paulista, num empate por 2–2 contra o São Bento. Seu primeiro gol com a camisa alviverde saiu dias depois, em novo empate por 2–2 contra o River Plate-URU pela Copa Libertadores.
Pelo Palmeiras, sagrou-se bicampeão brasileiro, ganhando as edições de 2016 (onde foi fundamental para o título, marcando marcou 6 gols em 34 jogos e levando o prêmio de melhor lateral-direito do campeonato) e de 2018, desta vez utilizado como reserva.
Em janeiro de 2019, teve seu contrato renovado até o final de 2020, mas foi pouco utilizado durante a temporada.

### Empréstimo ao Cruzeiro
Em março de 2020, Jean foi confirmado como novo reforço do Cruzeiro, em empréstimo do Palmeiras.
Fez sua estreia no clássico contra o arquirrival Atlético-MG no dia 7 de março, quando entrou no fim do segundo tempo.
Em 8 de agosto de 2020, marcou o gol da vitória por 2-1 sobre o Botafogo-SP na abertura da Série B 2020, no Mineirão.
Sua passagem pelo Cruzeiro chegou ao fim em outubro do mesmo ano, após rescindir o contrato para tratar uma lesão no joelho.

### Retorno ao Palmeiras
Retornando do clube mineiro, o Palmeiras estendeu o contrato de Jean por mais seis meses, até junho de 2021, período que o atleta deve finalizar sua recuperação.

### Retrô
Em janeiro de 2023, Jean assinou contrato com o Retrô até o fim do ano.

## Seleção Brasileira
Em 13 de novembro de 2012, Jean foi convocado para a Seleção brasileira e disse que tinha realizado seu sonho desde criança.
Jogou sua primeira partida pela seleção contra a Argentina no Superclássico das Américas. Entrou no lugar de Arouca e acabou cometendo um pênalti duvidoso que Scocco converteu e fez 1–0. Depois do cruzamento do meia Bernard, o zagueiro da Seleção Argentina rebateu mal e Jean na sobra chutou para o gol, na qual o centroavante Fred desviou para o fundo das redes. O jogo terminou em 2–1 para a seleção da Argentina o que levou a decisão aos pênaltis.
Nas cobranças de penalidade, Jean converteu o seu, contribuindo para a vitória de 4–3, nesta etapa final, conquistando, assim, o título do super clássico das Américas de 2012.
Foi convocado novamente mas agora pelo técnico Luiz Felipe Scolari para o amistoso contra a Inglaterra.
Jean voltou a ser convocado para mais 2 jogos importantes contra as Seleções da Itália e da Russia. Na partida contra a Inglaterra, Jean entrou aos 40 minutos do segundo tempo.
Em 14 de maio de 2013, foi convocado para a Copa das Confederações no Brasil.

## Estatísticas
Até 19 de agosto de 2020.

### Clubes
| Clube             | Temporada         | Campeonato nacional | Campeonato nacional | Campeonato nacional | Copa nacional[a] | Copa nacional[a] | Copa nacional[a] | Competições continentais[b] | Competições continentais[b] | Competições continentais[b] | Outros torneios[c] | Outros torneios[c] | Outros torneios[c] | Total | Total | Total   |
| Clube             | Temporada         | Jogos               | Gols                | Assist.             | Jogos            | Gols             | Assist.          | Jogos                       | Gols                        | Assist.                     | Jogos              | Gols               | Assist.            | Jogos | Gols  | Assist. |
| ----------------- | ----------------- | ------------------- | ------------------- | ------------------- | ---------------- | ---------------- | ---------------- | --------------------------- | --------------------------- | --------------------------- | ------------------ | ------------------ | ------------------ | ----- | ----- | ------- |
| São Paulo         | 2005              | 4                   | 0                   | 0                   | 0                | 0                | 0                | 0                           | 0                           | 0                           | 0                  | 0                  | 0                  | 4     | 0     | 0       |
| São Paulo         | Total             | 4                   | 0                   | 0                   | 0                | 0                | 0                | 0                           | 0                           | 0                           | 0                  | 0                  | 0                  | 4     | 0     | 0       |
| América-SP        | 2006              | 0                   | 0                   | 0                   | 0                | 0                | 0                | 0                           | 0                           | 0                           | 19                 | 3                  | 0                  | 19    | 3     | 0       |
| América-SP        | Total             | 0                   | 0                   | 0                   | 0                | 0                | 0                | 0                           | 0                           | 0                           | 19                 | 3                  | 0                  | 19    | 3     | 0       |
| Marília           | 2007              | 0                   | 0                   | 0                   | 0                | 0                | 0                | 0                           | 0                           | 0                           | 22                 | 2                  | 0                  | 22    | 2     | 0       |
| Marília           | Total             | 0                   | 0                   | 0                   | 0                | 0                | 0                | 0                           | 0                           | 0                           | 22                 | 2                  | 0                  | 22    | 2     | 0       |
| Penafiel          | 2007–08           | 9                   | 1                   | 0                   | 0                | 0                | 0                | 0                           | 0                           | 0                           | 0                  | 0                  | 0                  | 9     | 1     | 0       |
| Penafiel          | Total             | 9                   | 1                   | 0                   | 0                | 0                | 0                | 0                           | 0                           | 0                           | 0                  | 0                  | 0                  | 9     | 1     | 0       |
| São Paulo         | 2008              | 23                  | 2                   | 1                   | 0                | 0                | 0                | 0                           | 0                           | 0                           | 0                  | 0                  | 0                  | 23    | 2     | 1       |
| São Paulo         | 2009              | 30                  | 2                   | 0                   | 0                | 0                | 0                | 8                           | 0                           | 3                           | 19                 | 0                  | 2                  | 57    | 2     | 5       |
| São Paulo         | 2010              | 34                  | 2                   | 6                   | 0                | 0                | 0                | 12                          | 0                           | 0                           | 17                 | 1                  | 1                  | 63    | 3     | 7       |
| São Paulo         | 2011              | 28                  | 1                   | 0                   | 7                | 0                | 0                | 2                           | 0                           | 0                           | 20                 | 3                  | 3                  | 57    | 4     | 3       |
| São Paulo         | Total             | 115                 | 7                   | 7                   | 7                | 0                | 0                | 22                          | 0                           | 3                           | 56                 | 4                  | 6                  | 200   | 11    | 16      |
| Fluminense        | 2012              | 35                  | 2                   | 3                   | 0                | 0                | 0                | 6                           | 0                           | 0                           | 16                 | 0                  | 0                  | 57    | 2     | 3       |
| Fluminense        | 2013              | 25                  | 2                   | 2                   | 1                | 0                | 0                | 10                          | 0                           | 1                           | 11                 | 3                  | 1                  | 47    | 5     | 4       |
| Fluminense        | 2014              | 35                  | 2                   | 1                   | 5                | 0                | 0                | 2                           | 0                           | 0                           | 16                 | 1                  | 5                  | 58    | 3     | 6       |
| Fluminense        | 2015              | 32                  | 4                   | 1                   | 5                | 0                | 0                | 0                           | 0                           | 0                           | 17                 | 5                  | 1                  | 54    | 9     | 2       |
| Fluminense        | Total             | 127                 | 10                  | 7                   | 11               | 0                | 0                | 18                          | 0                           | 1                           | 60                 | 9                  | 7                  | 216   | 19    | 15      |
| Palmeiras         | 2016              | 34                  | 6                   | 4                   | 2                | 1                | 0                | 5                           | 1                           | 0                           | 12                 | 0                  | 2                  | 53    | 8     | 6       |
| Palmeiras         | 2017              | 20                  | 2                   | 1                   | 3                | 0                | 0                | 5                           | 0                           | 2                           | 13                 | 2                  | 2                  | 41    | 4     | 5       |
| Palmeiras         | 2018              | 18                  | 0                   | 0                   | 1                | 0                | 0                | 4                           | 0                           | 0                           | 3                  | 0                  | 0                  | 26    | 0     | 0       |
| Palmeiras         | 2019              | 8                   | 0                   | 1                   | 0                | 0                | 0                | 0                           | 0                           | 0                           | 4                  | 0                  | 0                  | 12    | 0     | 1       |
| Palmeiras         | 2020              | 0                   | 0                   | 0                   | 0                | 0                | 0                | 0                           | 0                           | 0                           | 0                  | 0                  | 0                  | 0     | 0     | 0       |
| Palmeiras         | Total             | 80                  | 8                   | 6                   | 6                | 1                | 0                | 14                          | 1                           | 2                           | 32                 | 2                  | 4                  | 132   | 12    | 12      |
| Cruzeiro          | 2020              | 4                   | 1                   | 0                   | 0                | 0                | 0                | 0                           | 0                           | 0                           | 5                  | 0                  | 0                  | 9     | 1     | 0       |
| Cruzeiro          | Total             | 4                   | 1                   | 0                   | 0                | 0                | 0                | 0                           | 0                           | 0                           | 5                  | 0                  | 0                  | 9     | 1     | 0       |
| Total na Carreira | Total na Carreira | 339                 | 27                  | 20                  | 24               | 1                | 0                | 54                          | 1                           | 6                           | 194                | 20                 | 17                 | 611   | 49    | 43      |

- a. ^ Jogos da Copa do Brasil
- b. ^ Jogos da Copa Libertadores e Copa Sul-Americana
- c. ^ Jogos do Campeonato Paulista, Campeonato Carioca e amistosos

### Seleção Brasileira
Abaixo estão listados todos jogos e gols do futebolista pela Seleção Brasileira. Abaixo da tabela, clique em expandir para ver a lista detalhada dos jogos de acordo com a categoria selecionada.
Seleção principal
| Ano   |       |      |         |       |
| Ano   | Jogos | Gols | Assist. | Média |
| ----- | ----- | ---- | ------- | ----- |
| 2012  | 1     | 0    | 0       | 0     |
| 2013  | 5     | 0    | 0       | 0     |
| Total | 6     | 0    | 0       | 0     |

|   | Data                   | Local                                                             | Resultado | Adversário | Gol(s) | Assist. | Competição                         |
| - | ---------------------- | ----------------------------------------------------------------- | --------- | ---------- | ------ | ------- | ---------------------------------- |
| 1 | 21 de novembro de 2012 | Estádio La Bombonera Buenos Aires, Argentina                      | 2–1       | Argentina  | 0      | 0       | Superclássico das Américas de 2012 |
| 2 | 6 de fevereiro de 2013 | Estádio de Wembley, Londres, Inglaterra                           | 2–1       | Inglaterra | 0      | 0       | Amistoso                           |
| 3 | 21 de março de 2013    | Stade de Genève, Genebra, Suíça                                   | 2–2       | Itália     | 0      | 0       | Amistoso                           |
| 4 | 6 de abril de 2013     | Estádio Ramón Tahuichi Aguilera, Santa Cruz de la Sierra, Bolívia | 0–4       | Bolívia    | 0      | 0       | Amistoso                           |
| 5 | 24 de abril de 2013    | Estádio Mineirão, Belo Horizonte, Brasil                          | 2–2       | Chile      | 0      | 0       | Amistoso                           |
| 6 | 14 de agosto de 2013   | St. Jakob-Park, Basileia, Suíça                                   | 1–0       | Suíça      | 0      | 0       | Amistoso                           |

## Títulos
Retrô FC
- Campeonato Brasileiro Serie D: 2024

São Paulo
- Campeonato Brasileiro: 2008

Fluminense
- Taça Guanabara: 2012
- Campeonato Carioca: 2012
- Campeonato Brasileiro: 2012

Palmeiras
- Campeonato Brasileiro: 2016 e 2018
- Florida Cup: 2020

Seleção Brasileira
- Superclássico das Américas: 2012
- Copa das Confederações: 2013

## Prêmios individuais
- Melhor segundo volante do Campeonato Carioca 2013[21]
- Bola de Prata: 2016[22]
- Prêmio Craque do Brasileirão: 2016